# Музей естественной истории и этнографии (Кольмар)
Музей естественной истории и этнографии (фр. Muséum d’histoire naturelle et d’ethnographie) — музей в городе Кольмаре, расположенный в квартале Маленькая Венеция по адресу: 11 rue Turenne. В нем представлены археологические и этнографический экспозиции, информация о традициях и народные промыслы.

## История
В 1859 году видные деятели Эльзаса, в числе которых был Огюст Бартольди, основали Общество естествознания и этнографии (фр. Société d’Histoé Naturelle et d’Ethnographie). Оно было основано с целью продвижения изучения наук и защити истории и культуры. Благодаря усилиям Общества естественной истории и этнографии,  на территории французского города Кольмара в 1985 году был открыт Музей естественной истории и этнографии. В 2003 году музей получил национальное звание «Музея Франции» за сохранение  большого количества культурного наследия, которое сейчас могут увидеть посетители музея.
Музей естественной истории и этнографии города Кольмар расположен в центральной части квартала Маленькая Венеция. Музей расположен в историческом муниципальном здании.  В музее есть разнообразные коллекции — чучела местных и экзотических животных, окаменелости доисторических образцов, драгоценные минералы. Этнографические предметы, которые встречаются очень редко и уникальные предметы древнего египетского времени. Здесь есть экспонаты, которые относятся к этнологии Маркизских островов и черной Африки.
В музее представлены экспонаты, которые относятся к вопросам археологии, этнографии, ботанике, зоологии, народному искусству и традициям, геологии и естествознанию, палеонтологии.
Существуют билеты для взрослых, для групп, школ, для семей и детские билеты. Для детей до 7 лет посещение музея бесплатно, есть билеты для групп — минимальное количество в группе 10 человек. Для пожилых людей и других групп могут действовать специальные предложения и билет обойдется в 3 евро. Можно заказать экскурсию с гидом.
Музей закрыт с 24 декабря по 31 января. С 1 февраля по 23 декабря его можно посетить с 10:00 до 12:00 и с 14:00 до 17:00. По воскресеньям он работает с 14:00 по 18:00.
При музее работает магазин, в котором можно приобрести научные справочники по различным темам, связанным с орнитологией, энтомологией, зоологией, египтологией, этнографией.
В музее есть образовательный отдел, который сотрудничает со школами.

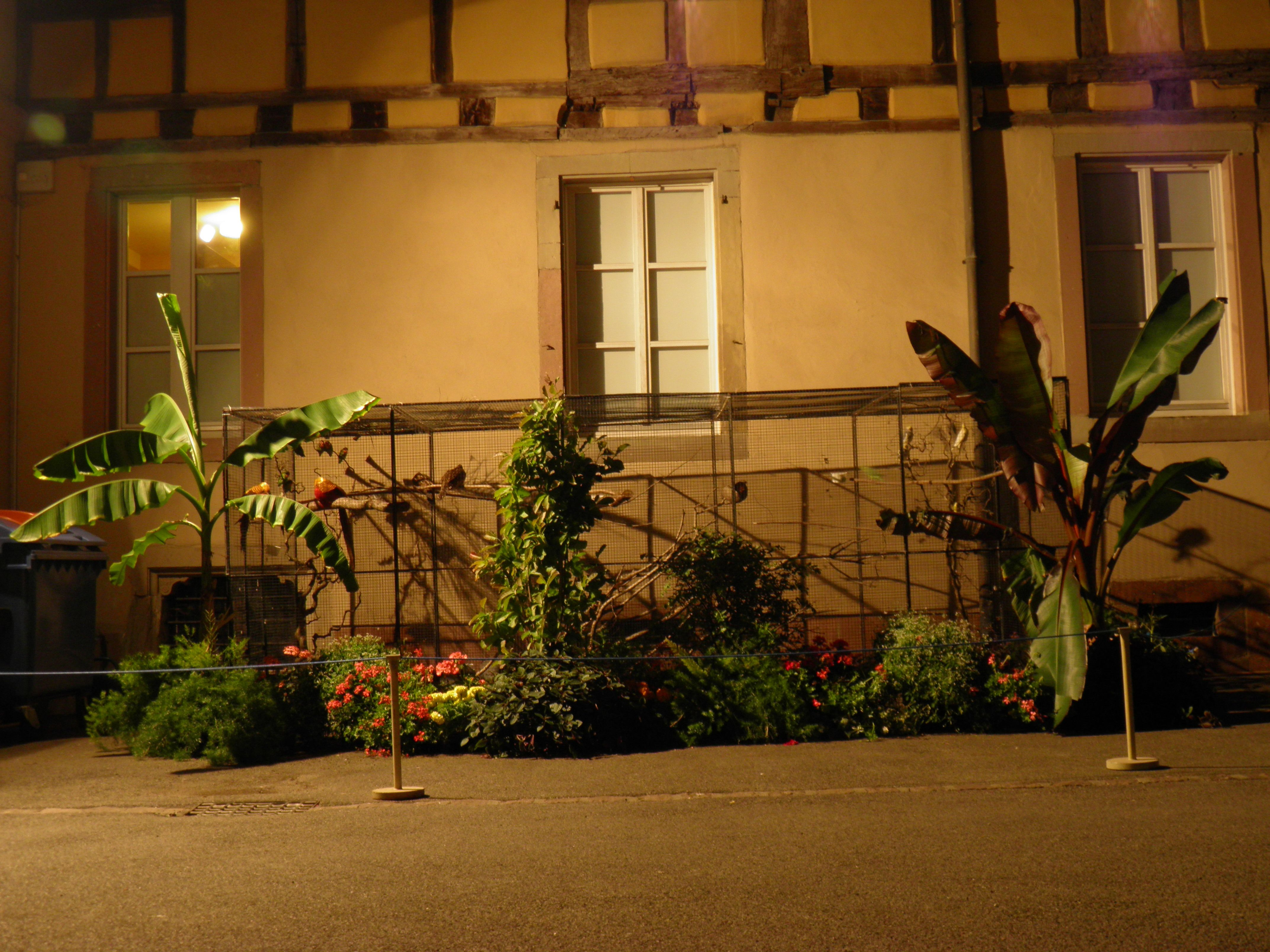
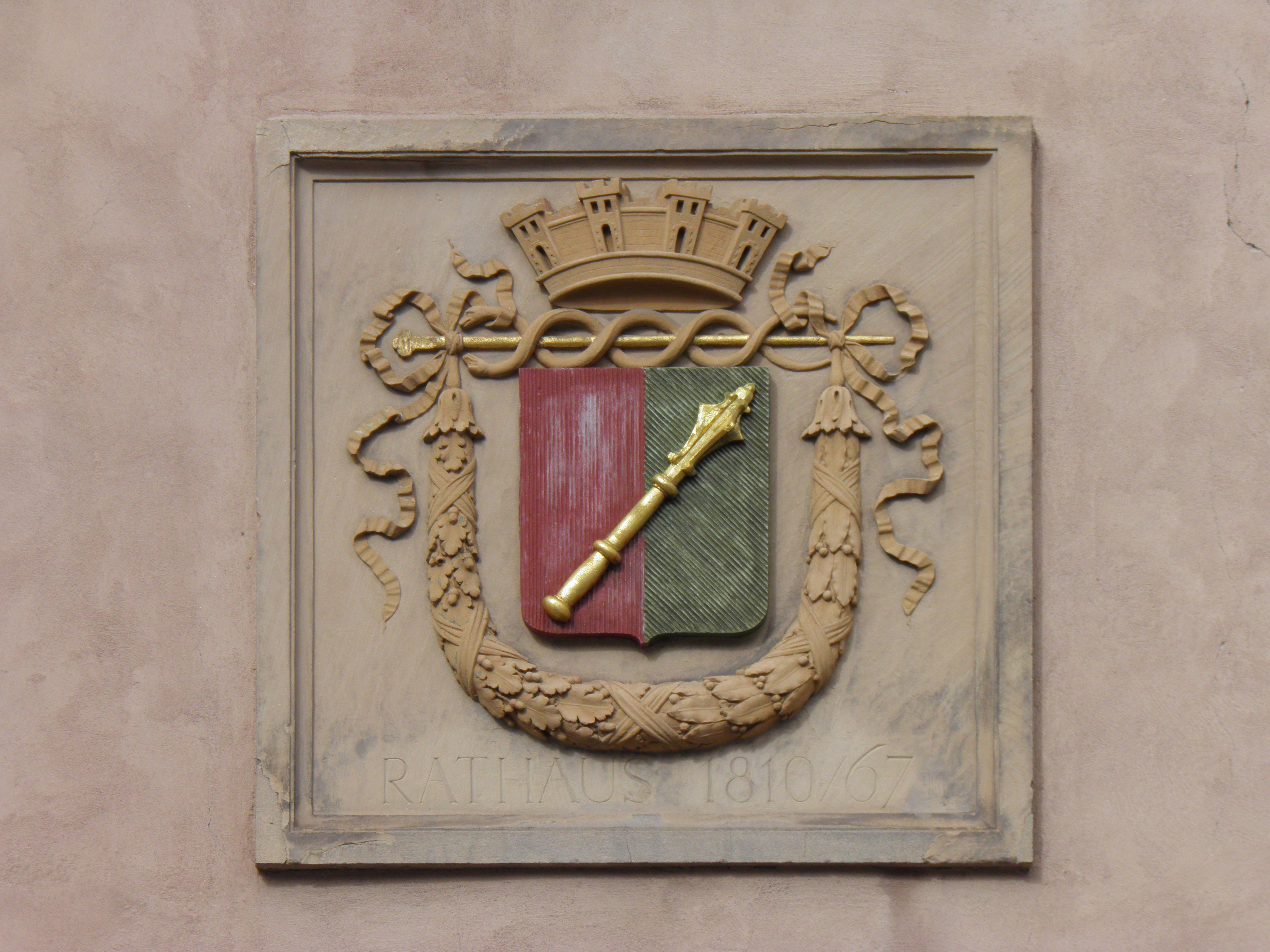
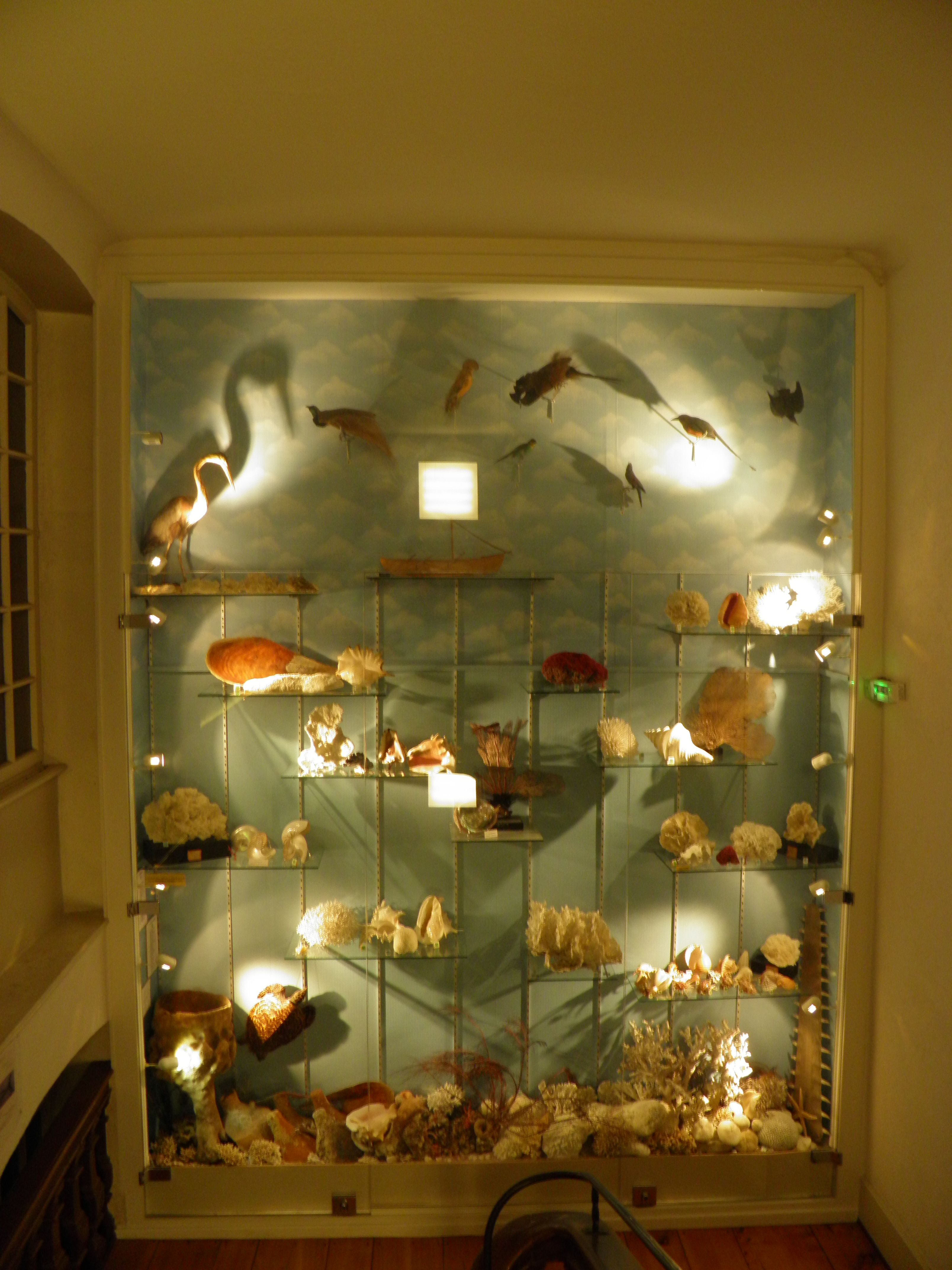
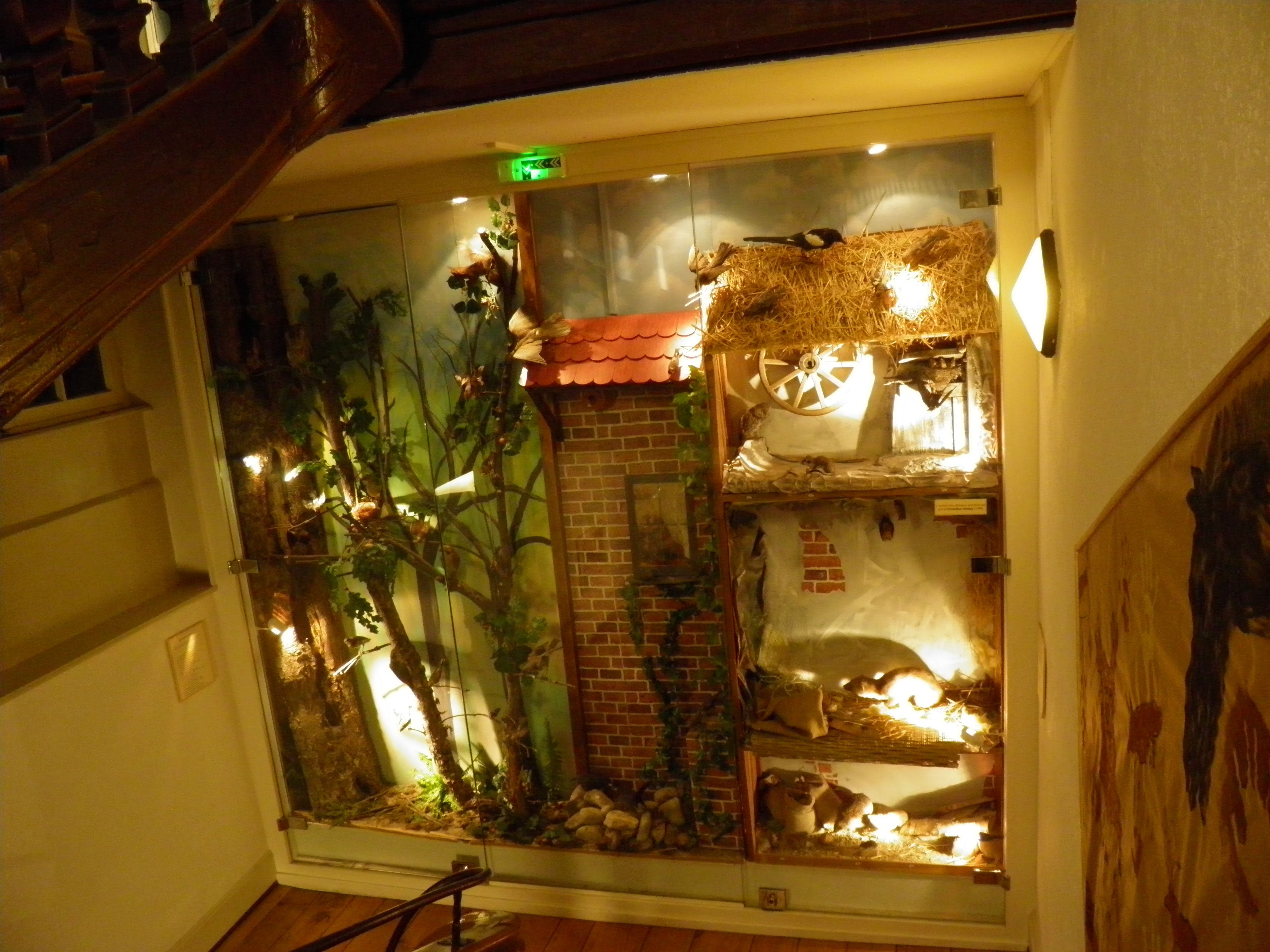
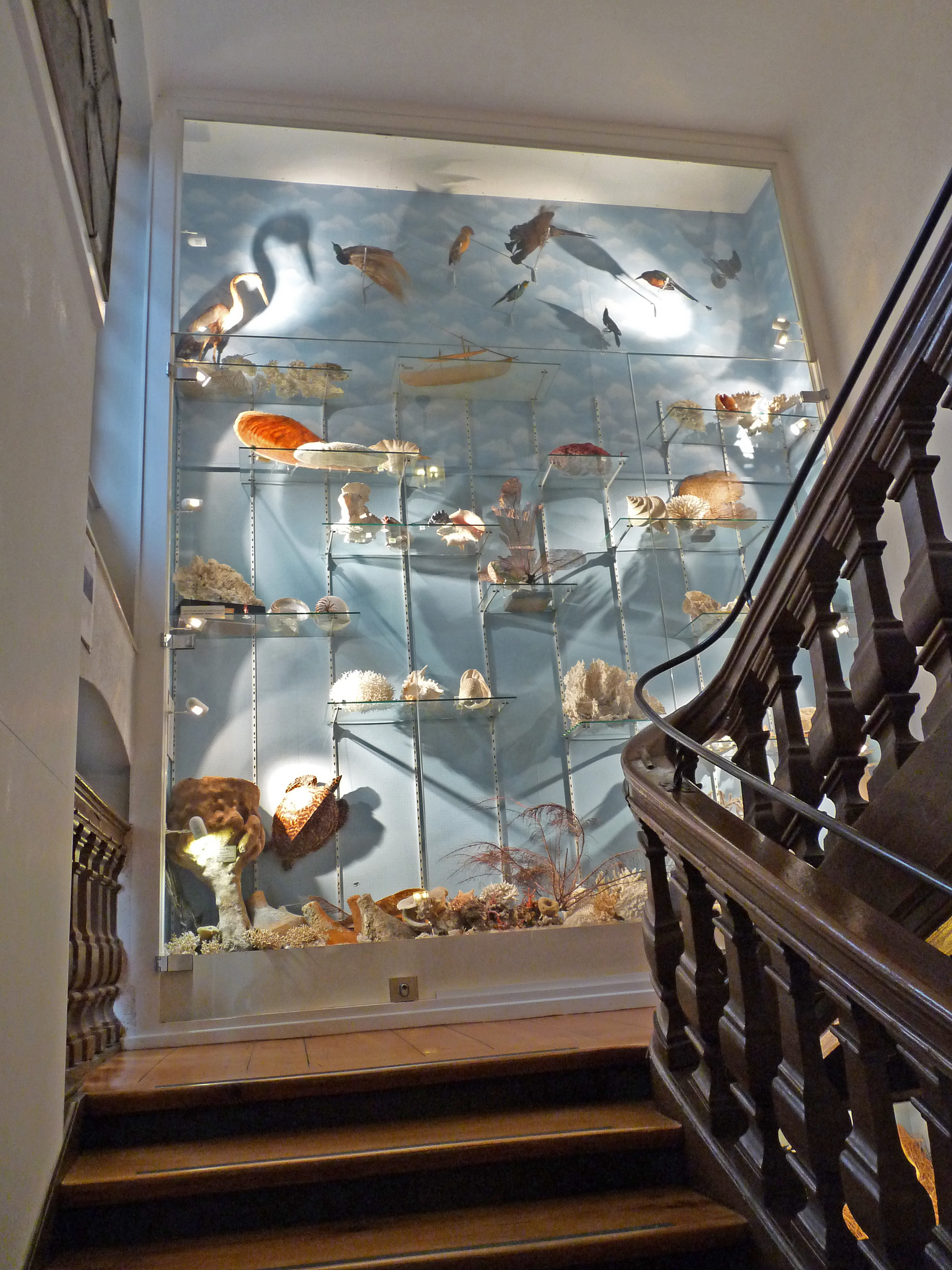
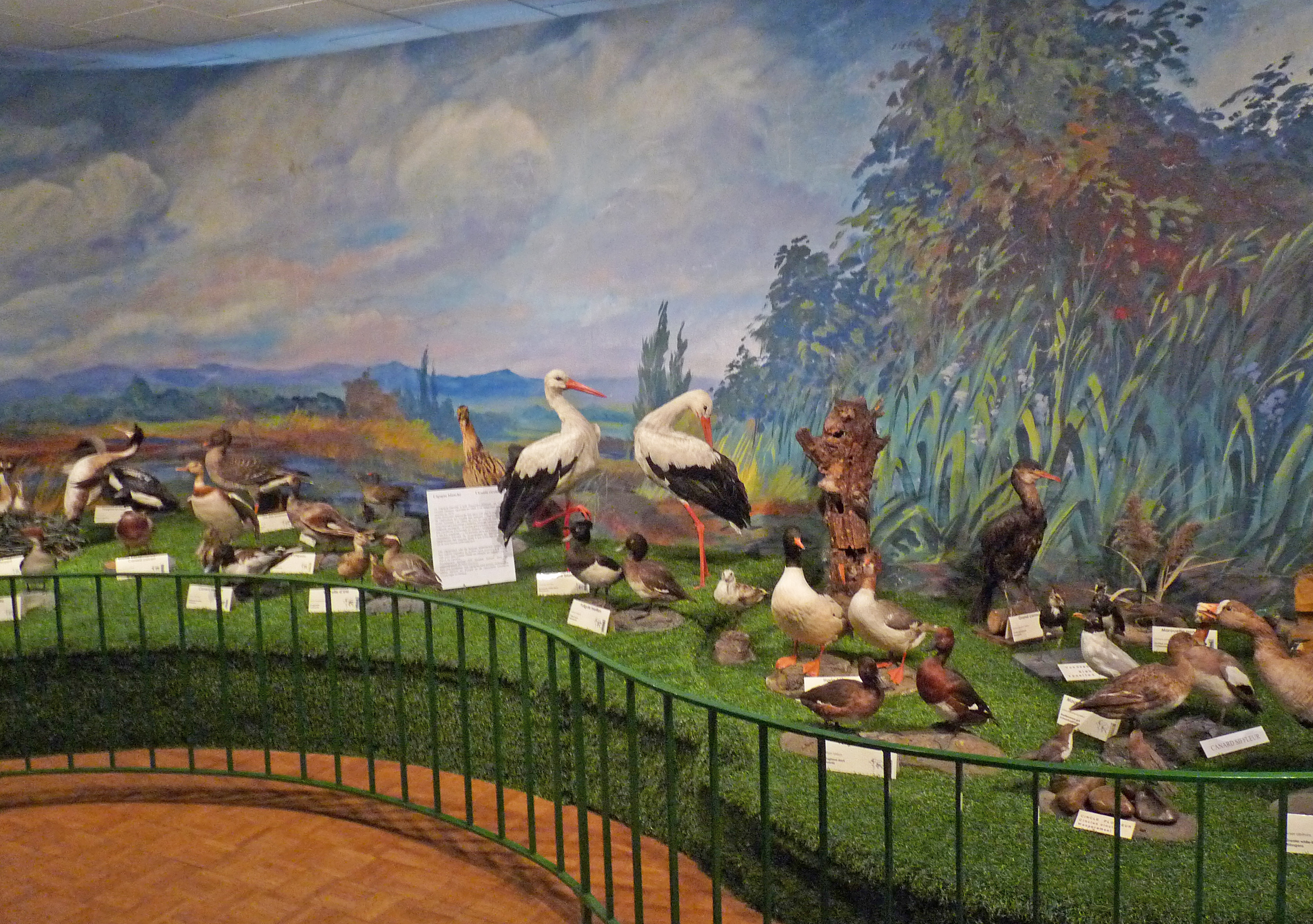
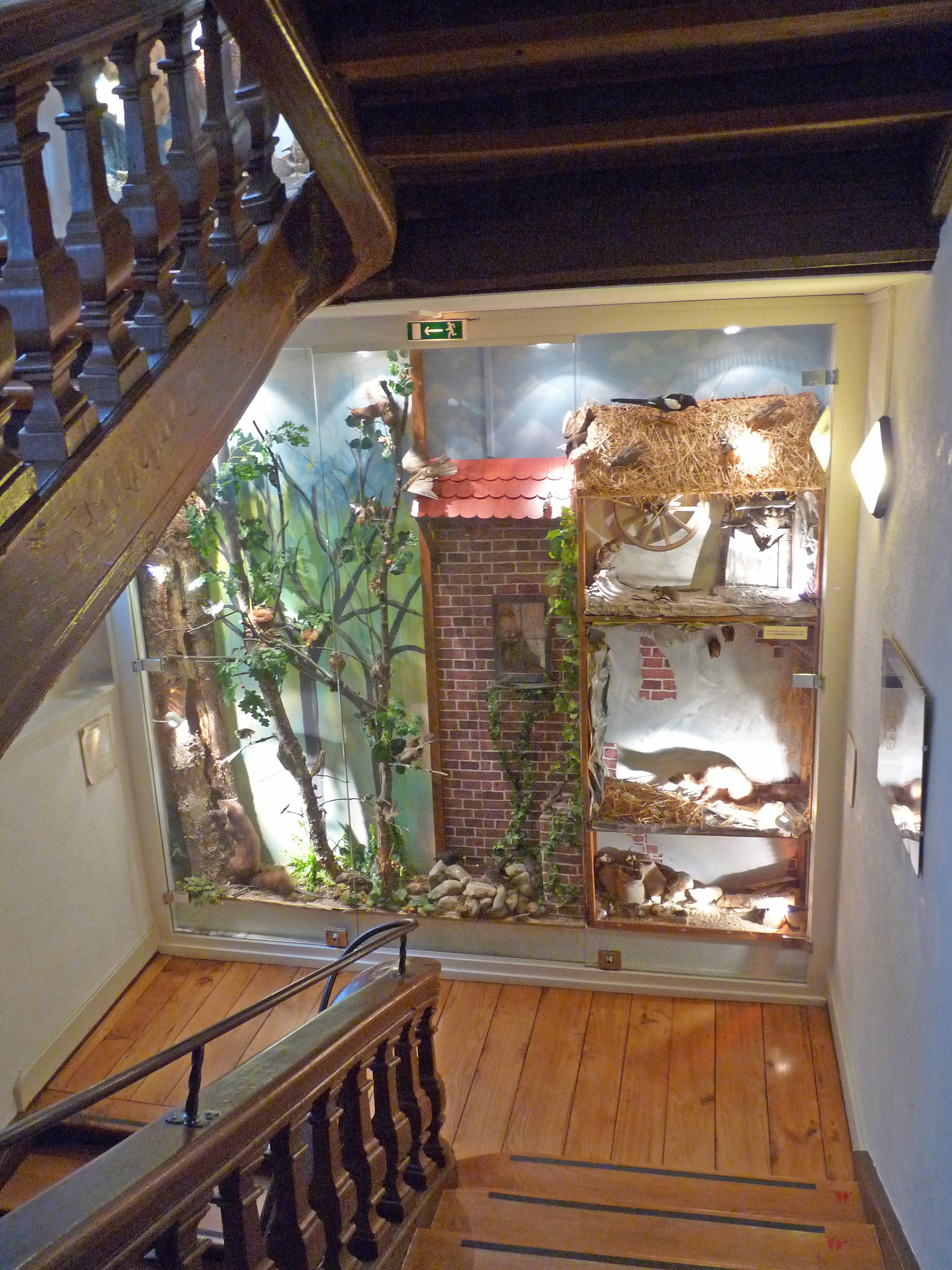
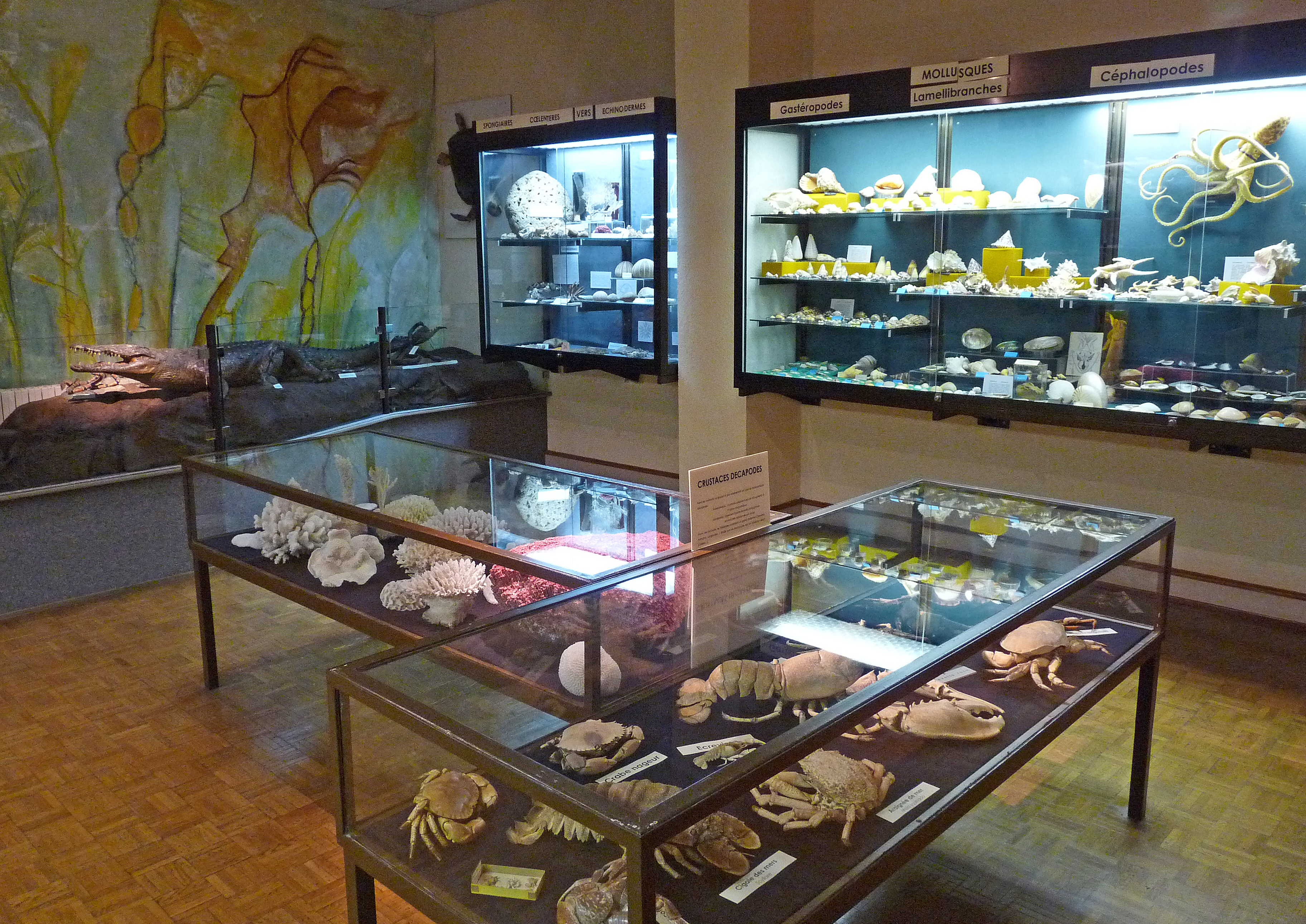
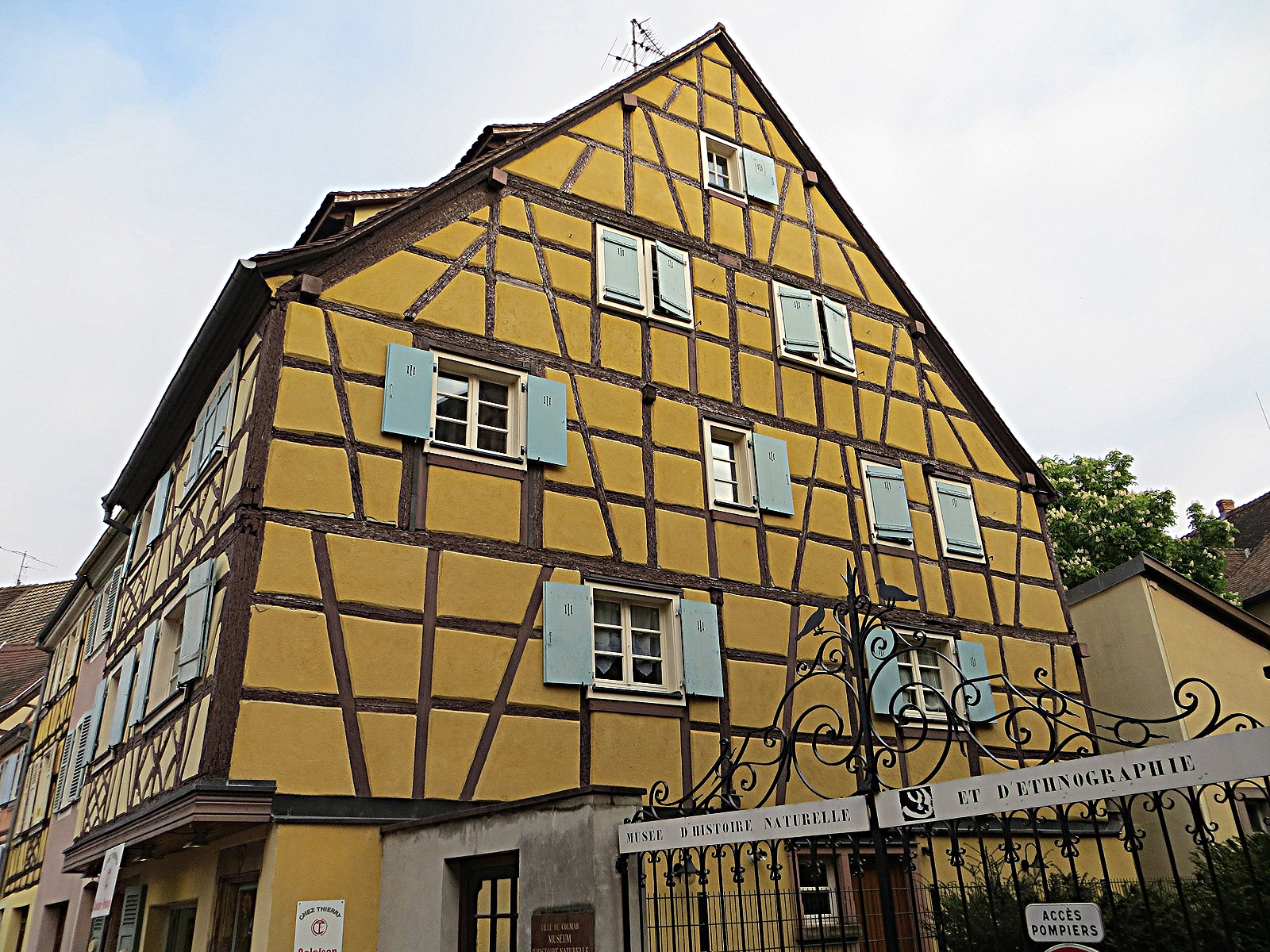
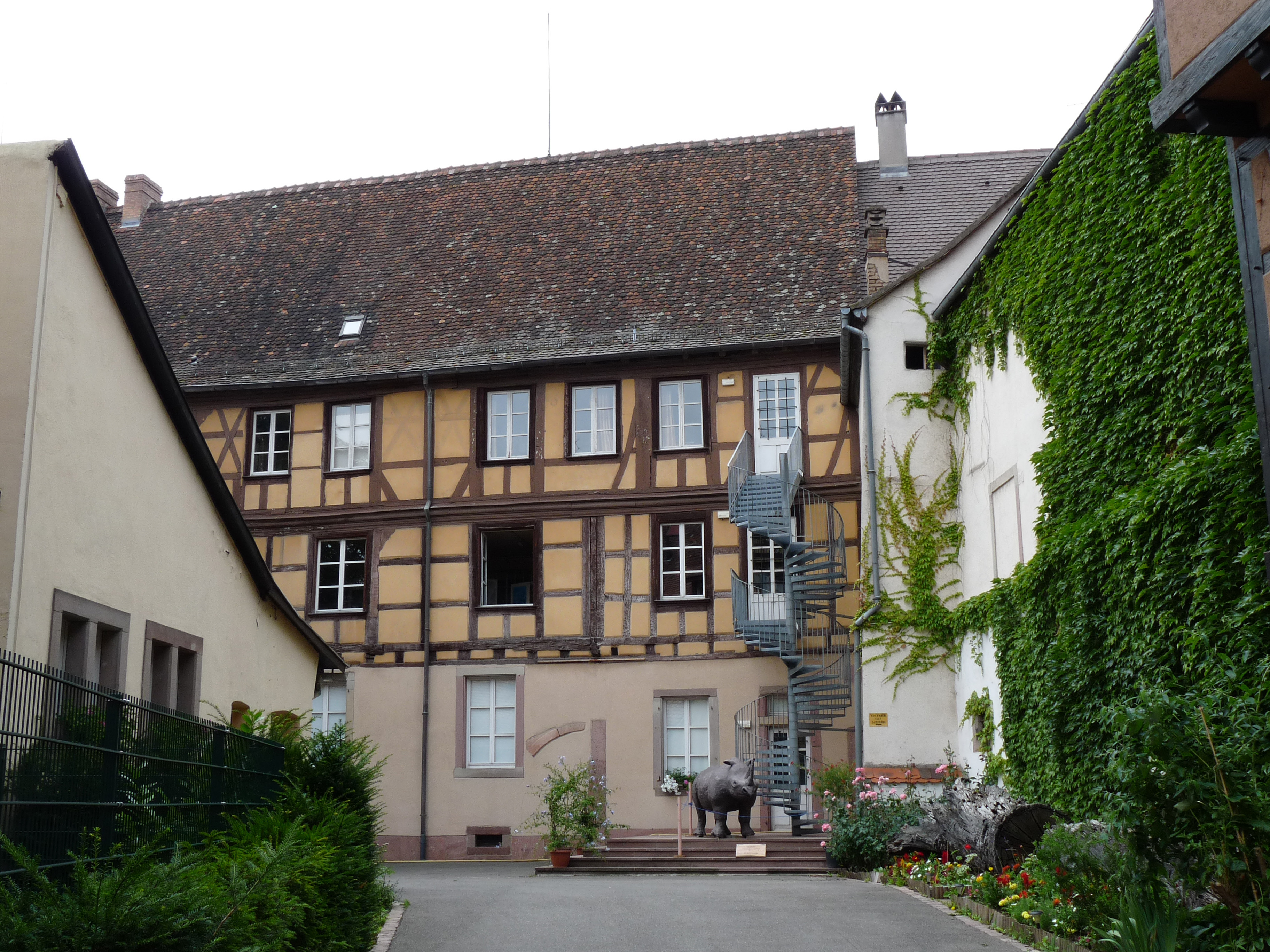